# National Organization for Women
La National Organization for Women, o NOW (Organització nacional per a dones), és una organització feminista estatunidenca cofundada el 1966 per Betty Friedan., Aileen Hernandez, Dorothy Haener, Alice Rossi, Caroline Davis, Betty Talkington, Shirley Chisholm, Anna Arnold Hedgeman i Sonia Pressman Fuentes.
Pauli Murray i Betty Friedan van redactar els estatuts.
Ivy Bottini esdevé la presidenta del capítol novaiorquès als anys seixanta.
Mary Jean Collins s'uneix a l'associació l'any 1967 i es converteix en la presidenta del capítol de Chicago l'any 1968.
Sidney Abbott es va unir a NOW a principis dels anys setanta i va fer campanya pels drets de les lesbianes. El 1976, durant la conferència anual a Filadèlfia, va aconseguir que l'1 % del pressupost de l'associació es destinés a un grup de treball anomenat « Sexuality and lesbian task force ».

## Dirigents
Les persones següents han dirigit l'organització:
- Betty Friedan (1966-1970)
- Aileen Hernandez (1970-1971)
- Wilma Scott Heide (1971-1974)
- Karen DeCrow (1974-1977)
- Eleanor Smeal (1977-1982)
- Judy Goldsmith (1982-1985)
- Eleanor Smeal (1985-1987)
- Molly Yard (1987-1991)
- Patricia Ireland (1991-2001)
- Kim Gandy (2001-2009)
- Terry O'Neil (2009-2017)
- Toni VanPelt (des de 2017)